# Hannah Guyard
Pour les articles homonymes, voir Guyard.
Hannah Guyard de son nom de naissance Maria-Anna Guyard est une artiste peintre et pastelliste française née le 29 octobre 1837 à Vesoul et morte le 11 janvier 1878 à Sidi M'Hamed, en Algérie. Elle expose au Salon de Paris en 1864, 1867 et 1868.

## Biographie
Hannah Marie Joséphine Guyard est née le 29 octobre 1837 à Vesoul.
Élève d'Aimée Brune-Pagès et Auguste Galimard,, puis d'Auguste Clément Herst, elle expose des pastels au Salon de Paris en 1864, 1867 et 1868.
Hannah Guyard épouse George Quartus Pine Talbot le 14 novembre 1873. 
Elle meurt le 11 janvier 1878 à Sidi M'Hamed, alors appelé Mustapha, en Algérie.

## Œuvres

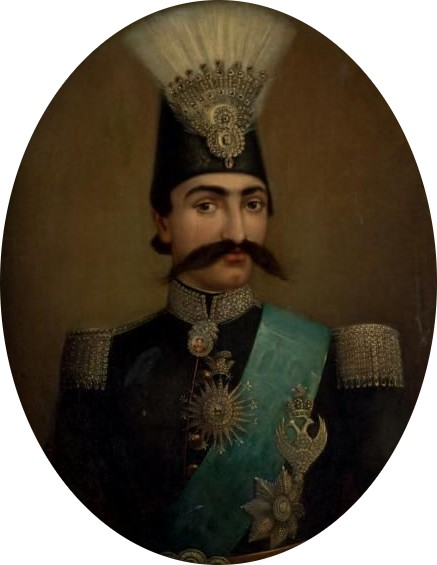
Portrait de Nassereddine Shah, huile sur toile, 1867, ancienne collection de Samad Khan Momtaz os-Saltaneh, localisation actuelle inconnue

### Collections publiques
- Portrait de l'impératrice Eugénie, huile sur toile, 200 × 150 cm, copie du modèle de Tissier d'après Winterhalter, achat de l'État français par commande à l'artiste en 1868, Préfecture de l'Aveyron (Rodez), dépôt du Centre national des arts plastiques, Inv. : FNAC FH 868-143[6]

### Participation aux Salons
- Salon de 1864
  - Portrait de Mlle E..., pastel (no 2222)[2]
- Salon de 1867
  - Khadydja, pastel (no 1812)[3]
- Salon de 1868
  - Portrait de Mme de B..., pastel (no 2956)[4]